# Radomír Šalitroš
Radomír Šalitroš (* 7. srpna 1981) je slovenský politik a podnikatel. V letech 2023 až 2025 byl poslancem NR SR. Od března 2025 je státním tajemníkem MIRRI (náměstkem na Ministerstvu investic, regionálního rozvoje a informatizace Slovenské republiky). Před vstupem do politiky podnikal ve výrobě nábytku.

## Život
Studoval mj. v Dánsku a pracoval v bankovním sektoru a poradenství. Po určité době se rozhodl změnit kariéru a začal podnikat.
Zvolen do NR SR byl za HLAS-SD, v lednu 2025 ale byl spolu se Samuelem Migalem ze strany vyloučen. V březnu téhož roku se po jmenování Migaľa ministrem investic, regionálního rozvoje a informatizace Šalitroš stal náměstkem na tomto ministerstvu,
čímž pozbyl poslaneckého mandátu.